# Proxiphocentron
Proxiphocentron är ett släkte av nattsländor. Proxiphocentron ingår i familjen Xiphocentronidae.
Kladogram enligt Catalogue of Life:
| Proxiphocentron | \| \| Proxiphocentron anakmata \| \| \| \| \| \| Proxiphocentron arjinae \| \| \| \| \| \| Proxiphocentron prathamajam \| \| \| \| |
|                 | \| \| Proxiphocentron anakmata \| \| \| \| \| \| Proxiphocentron arjinae \| \| \| \| \| \| Proxiphocentron prathamajam \| \| \| \| |
|                 | Abaria |
|                 | |
|                 | Cnodocentron |
|                 | |
|                 | Drepanocentron |
|                 | |
|                 | Machairocentron |
|                 | |
|                 | Melanotrichia |
|                 | |
|                 | Xiphocentron |
|                 | |
|                 | Proxiphocentron anakmata |
|                 | |
|                 | Proxiphocentron arjinae |
|                 | |
|                 | Proxiphocentron prathamajam |
|                 | |

|  | Proxiphocentron anakmata    |
|  |                             |
|  | Proxiphocentron arjinae     |
|  |                             |
|  | Proxiphocentron prathamajam |
|  |                             |